# Edmond Hervé

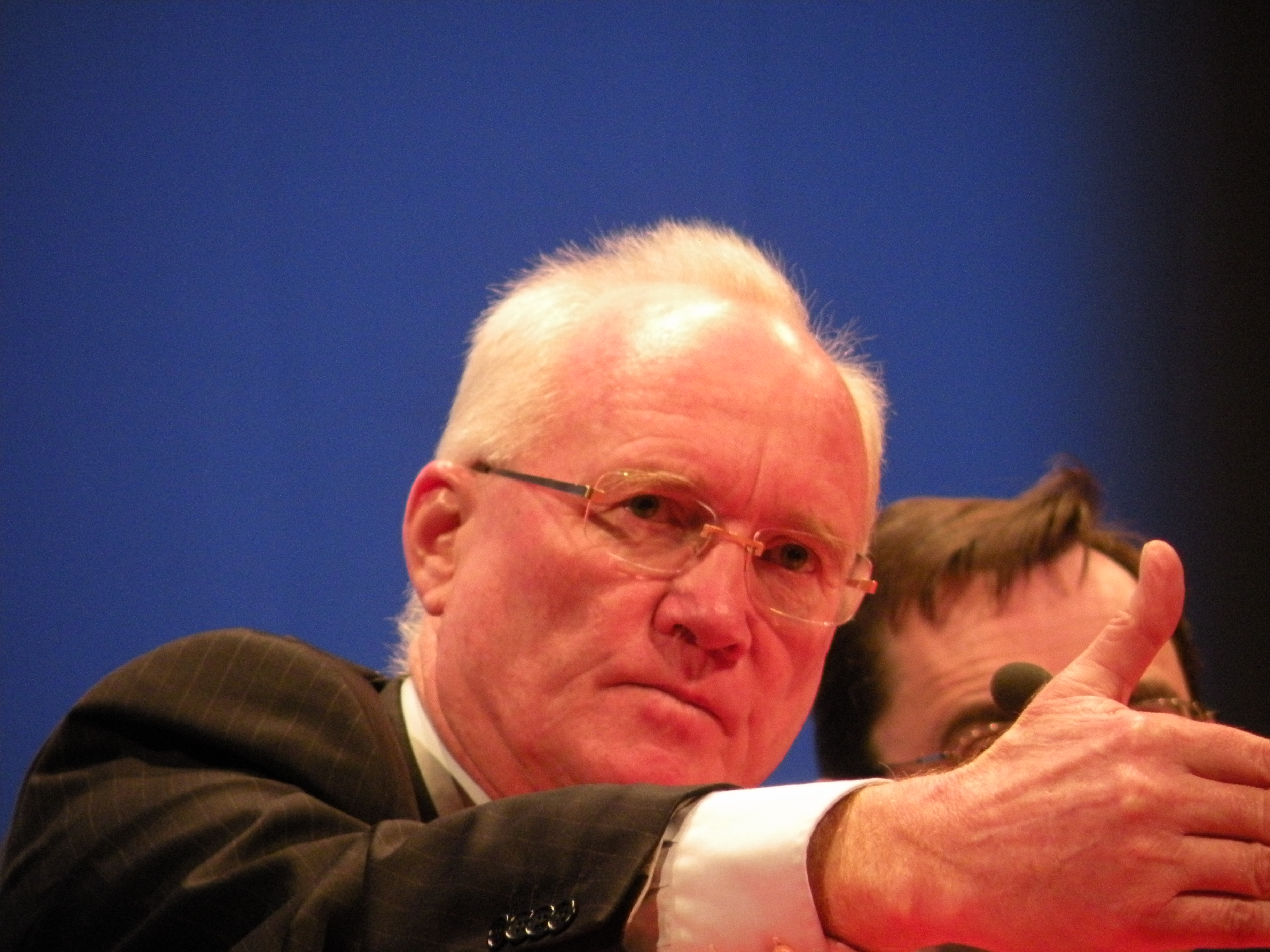
Edmond Hervé in 2010.

Edmond Hervé (* 3. Dezember 1942 in La Bouillie, Côtes-d’Armor) ist ein französischer Politiker und Mitglied der Parti socialiste français.
Von 1977 bis 2008 war er der Bürgermeister von Rennes. Er folgte auf Henri Fréville. Von 1981 bis 1993 und 1997 bis 2002 war Hervé Mitglied der französischen Nationalversammlung sowie unter Pierre Mauroy von Mai bis Juni 1981 Gesundheits- und von Juni 1981 bis März 1983 Energieminister, von März 1983 bis März 1986 Staatssekretär im Gesundheitsministerium unter Laurent Fabius. 
Seit September 2008 ist er Senator des Départements Ille-et-Vilaine.